# 西橋 (斯德哥爾摩)
西橋（瑞典語：Västerbron）是瑞典斯德哥爾摩市中心的一座拱橋，全長超過600米，其中340米位於水面上，是斯德哥爾摩的主要橋樑之一。西橋通車於1935年11月20日，是連接斯德哥爾摩南部和北部的第二座固定橋樑，使得當地民眾在往來兩地之間不再需要渡輪。

## 外部連結
- Stockholmskällan - historical images of Västerbron.

59°19′28″N 18°01′38″E / 59.32444°N 18.02722°E